# Voerbjerg
Voerbjerg er en bydel i Nørresundby, 4 km nordvest for centrum. Bydelen hører til Lindholm Sogn. Lindholm Kirke ligger 2 km syd for Voerbjerg.

## Voerbjerg Sø
Uden for byområdet nord for Voerbjerg ligger Voerbjerg Kær og Voerbjerg Sø, som Aalborg Kommune købte i 2005. Søen ligger i en 3 meter dyb lavning fra en tidligere lergrav, og bunden skråner ned til 18 meters dybde. Aalborg Vandski Klub har eneret til sejlads på søen og har klubhus ved dens sydlige ende.

## Historie
I 1252 nævnes gården Vaarbjærg (Wordberg), som tilhørte Vitskøl Kloster. Fra den gård fandtes endnu i begyndelsen af det 19. århundrede røde mursten og rester af brønden. Den senere Voerbjerggård på 120 tønder land brændte 8. september 1952, men stuehuset blev reddet. Jorden blev udstykket i 1953, og stuehuset blev solgt til Københavns Kommunelærerindeforening, som indrettede feriekoloni. Senere blev der udlejning af værelser.

### Speedwaybanen
Sydøst for Voerbjerggård blev Voerbjergbanen åbnet i 1948. I 1956 blev den genåbnet som Lindholm Speedway eller Lindholmbanen, og i 1967 blev den lukket. Senere blev den hundevæddeløbsbane, men den er ikke i dag blandt Danmarks to hundevæddeløbsbaner.

### Jernbanen
Voerbjerg fik i 1957 trinbræt på Nørresundby-Fjerritslev Jernbane (1897-1969). Trinbrættet havde grusperron og lå på sydsiden af Søndergårdsvej ved det nordøstlige hjørne af haveforeningen Voerbjerglund. 600 meter af banedæmningen gennem kæret kan ses i terrænet, men den er meget tilgroet og vanskeligt tilgængelig undtagen på de sidste 100 m, som en del af tilkørslen til vandskistadionet er anlagt på.